# Silvia Ma. Concepción Figueroa Zamudio
Silvia Ma. Concepción Figueroa Zamudio (Cuitzeo del Porvenir, Michoacán) es una historiadora, novelista, ensayista y académica mexicana que se desempeñó como la primera rectora de la Universidad Michoacana de San Nicolás de Hidalgo de 2007-2011.

## Trayectoria
Es licenciada en Historia por la Universidad Michoacana de San Nicolás de Hidalgo, la cual cursó de 1966 a 1968 y es maestra en Educación preescolar por la Escuela Normal Urbana Federal de 1973 a 1977; de 1979 a 1980 cursó la especialidad en Docencia por la Universidad Autónoma de México y de 1994 a 1996 obtuvo el grado de doctora en Filosofía y Ciencias de la Educación, con especialidad en Historia de la Educación, por la Universidad Nacional de Educación a Distancia, de Madrid, España (1994-1996).
Su nombramiento como rectora de la Universidad Michoacana de San Nicolás de Hidalgo marcó un precedente en la educación superior de Michoacán, toda vez que en 90 años fue designada una mujer en el cargo, iniciando la etapa de igualdad de género en la máxima casa de estudios en la entidad. 
Trabajó en la Universidad Michoacana de San Nicolás de Hidalgo, además fue secretaria académica de 2003 a 2007, secretaria de Difusión Cultural y Extensión Universitaria, directora del Archivo Histórico, coordinadora del Seminario de Historia de la Educación Michoacana y profesora investigadora. 
Al frente de la Universidad logró la acreditación del programa de Medicina, la apertura de las licenciaturas de Salud Pública y Comercio Exterior, la creación de los campus de la Costa y del Oriente y la puesta en marcha del Centro de Investigación, Arte y Cultura. 
Además, durante su gestión se incrementó el indicador del porcentaje de estudiantes inscritos en programas de calidad, la cual estuvo en el 4% en enero de 2007 en cuanto a matriculación y pasó a 91.28 al cierre de 2010.  Al término del 2010, la matricula de mujeres estudiantes registradas en bachillerato, nivel técnico, licenciatura y posgrado fue de 25,585, y de hombres fue de 24,604. La Universidad Michoacana de San Nicolás de Hidalgo ofrecía 33 Programas educativos de licenciatura y 53 de posgrado divididos en 10 especialidades, 30 maestrías y 13 doctorados.
El 2 de octubre de 2015, Silvia Figueroa asumió la titularidad de la Secretaría de Educación en el Estado de Michoacán.  Posteriormente, el 17 de octubre de 2016 tomó protesta como secretaria de Cultura. 
También fue directora del suplemento cultural Presencia Universitaria de La Voz de Michoacán e integrante de la Junta Directiva del Colegio de Bachilleres del estado de Michoacán. 

## Literatura
En 1996, la académica publicó la novela Pueblo de Ceniza, el cual le permitió hablar sobre el siglo XVI y el impacto de la conquista de México, a fin de que las infancias mexicanas conocieran la historia del país.

## Reconocimientos
Dentro de los reconocimientos y condecoraciones que ha recibido de la Universidad Michoacana de San Nicolás de Hidalgo, se encuentran:
- En 2024 recibió el reconocimiento a su trayectoria en la Universidad Michoacana de San Nicolás de Hidalgo y develación de la placa con su nombre en el edificio de rectoría. [3]
- En 2024 el Sindicato Único de Empleados de la Universidad Michoacana la distinguió con la Presea Vicente Lombardo Toledano por su gestión al frente de la Universidad Michoacana de San Nicolás de Hidalgo.[9]
- La Facultad de Ciencias Médicas y Biológicas "Dr. Ignacio Chávez" de la Universidad Michoacana de San Nicolás de Hidalgo y la Asociación de Mujeres Médicas en Michoacán la distinguieron en la conmemoración del Día Internacional de la Mujer. [10]
- En 2009 recibió la Presea Gertrudis Bocanegra, por el Ayuntamiento de Pátzcuaro.
- En 2009, la Secretaría de la Mujer del Gobierno del Estado de Michoacán la condecoró con la Presea Eréndira al Mérito de la Equidad de Género.
- En el 2000 obtuvo la Presea Lic. Yolanda Vargas Purecko por sus méritos académicos por la Asociación de Profesionistas, Catedráticas e Investigadoras de la Universidad Michoacana de San Nicolás de Hidalgo.
- En 1995 obtuvo el Mérito a la Investigación Humanística por la Sociedad Michoacana de Ciencia y Tecnología. [7]